# Palaeophanes brevispina
Palaeophanes brevispina là một loài bướm đêm thuộc họ Arrhenophanidae. Nó là loài duy nhất được tìm thấy ở Brunei.
Chiều dài cánh trước khoảng 6 mm đối với con đực.